# Nasser Al-Othman
Nasser Al-Othman (14 de janeiro de 1977) é um futebolista profissional kuwaitiano que atua como meia.

## Carreira
Nasser Al-Othman representou a Seleção Kuwaitiana de Futebol, nas Olimpíadas de 2000. 